# Михаило Војводић
Михаило Војводић (Цетиње, 27. октобар 1938 — Београд, 22. март 2025) био је српски историчар, универзитетски професор и академик. Војводић је био редовни професор Филозофског факултета Универзитета у Београду и редовни члан САНУ.

## Биографија
Основну школу и гимназију завршио је на Цетињу. Студирао је историју на Филозофском факултету у Београду (1956 — 1960). Био је асистент на истом факултету на предмету Општа историја новога века (од 1961). Магистарске студије завршио је 1964. Докторску дисертацију Скадарска криза 1913. године одбранио је 1966. Прошао је кроз сва наставничка звања на факултету. Редовни професор постао је 1980. године. Провео је годину дана у Француској (1964 — 1965) проучавајући улогу информације у модерној историји и савременом друштву. Био је члан и руководилац разних организација и друштава: секретар Југословенског националног комитета за историјске науке, управник Одељења за историју и декан Филозофског факултета у Београду, председник Научног већа Историјског института Црне Горе.

## Област истраживања
Војводић се у својим проучавањима бави XIX и XX века пре свега југоисточном Европом, међународним односима Србије и Црне Горе, развитком такозваног Источног питања и у тим оквирима националном борбом српског народа. Истраживао је у домаћим и иностраним архивама. Највећи део његових студија и расправа тиче се односа Србије према различитим покретима на Балкану као и суседним државама. При томе је на поједина питања из наше националне историје гледао као на део ширих историјских процеса у југоисточној Европи и у оквиру међународних односа уопште.

## Дело
Најзначајније му је дело Србија у међународним односима крајем XIX и почетком XX века (1988). У њему је изложио промене до којих је дошло у политици Србије крајем крајем XIX и почетком XX века доводећи их у зависност од унутрашњих односа, друштвених, политичких, економских и оних међународних прилика обележених разним интересима од којих је умногоме зависио политички, национални и привредни развитак југоисточне Европе. Известан број радова посветио је Балканским ратовима и њиховој предисторији. Из те области је и његова докторска теза. Занимао се и за улогу појединих личности у политици Србије нарочито о улози Стојана Новаковића о чему је објавио више студија. Бавио се и критичким објављивањем грађе. Приредио је три књиге докумената званичног карактера који су из дана у дан сведочили о званичној политици Србије у години која је обележена настајањем Балканског савеза и Првим балканским ратом. (Документа о спољној политици Краљевине Србије 1903 — 1914, V (1912) 1-3). Заједно са својим колегама са Опште историје новог века приредио је збирку докумената о напорима Србије да добије независност и прошири своју територију на завршетку Источне кризе. (Србија 1878), при чему је он сам за њу прикупио грађу домаћег порекла.

## Признања и награде
- Награда Вукове задужбине за науку[2]
- Награда „Владимир Ћоровић“ за науку[2]
- Повеља Универзитета у Источном Сарајеву[2]

## Одабрана дела
Аутор је следећих књига:
- Војводић, Михаило (1970). Скадарска криза 1913. године. Београд: Завод за издавање уџбеника.
- Војводић, Михаило (1971). „Србија и грчко-турски рат 1897. године”. Историјски часопис. 18: 491—520.
- Војводић, Михаило (1983). „Финансије Србије и наоружање војске - два значајна питања из програма владе Стојана Новаковића (1895-1896)”. Историјски часопис. 29-30 (1982-1983): 427—436.
- Војводић, Михаило (1988). Србија у међународним односима крајем XIX и почетком XX века. Београд: САНУ.
- Војводић, Михаило (1989). „Разграничење Србије и Црне Горе с Албанијом 1912-1913. године”. Историјски часопис. 36: 149—162.
- Војводић, Михаило (1992). „Србија и Македонско питање”. Историјски гласник. 1-2 (1990-1992): 33—48.
- Војводић, Михаило (1992). „Прилике на Косову и Метохији и политика Србије 1881-1912. године”. Историјски часопис. 38 (1991): 163—192.
- Војводић, Михаило (1999). Путеви српске дипломатије: Огледи о спољној политици Србије у XIX и XX веку. Београд: Clio.
- Војводић, Михаило (1999). Друштво Светог Саве: Документи 1886-1891. Београд: Архив Србије.
- Војводић, Михаило (1999). „Владимир Карић, српски конзул у Скопљу (1889-1892)”. Вардарски зборник. 1: 3—25.
- Војводић, Михаило (2000). Србија и Балканско питање (1875-1914). Нови Сад: Матица српска.
- Војводић, Михаило (2000). „Митрополит Михаило и Стојан Новаковић”. Историјски записи. 73 (1-2): 153—164.
- Војводић, Михаило (2003). Стојан Новаковић и Владимир Карић. Београд: Clio, Архив Србије.
- Војводић, Михаило (2003). „Стојан Новаковић о Берлинском конгресу” (PDF). Историјски часопис. 49 (2002): 183—195.
- Војводић, Михаило (2003). „Путовање Михаила Г. Ристића по Старој Србији и Македонији 1892. године”. Вардарски зборник. 2: 19—30.
- Војводић, Михаило (2004). „Како је Српска црква добила независност 1879. године” (PDF). Историјски часопис. 50 (2003): 87—98.
- Војводић, Михаило (2004). „Стојан Новаковић о утицајима на српски језик и књижевност” (PDF). Историјски часопис. 51: 171—185.
- Војводић, Михаило (2004). „Конзуларна конвенција између Србије и Турске (1879-1896)”. Вардарски зборник. 3: 9—39.
- Војводић, Михаило (2005). „Преговори Србије и Грчке о Македонији 1890-1893”. Вардарски зборник. 4: 13—33.
- Војводић, Михаило (2005). „Рад Стојана Новаковића на закључењу железничке и трговинске конвенције између Србије и Турске (1887-1888)” (PDF). Зборник Матице српске за историју. 71-72: 43—57.
- Војводић, Михаило (2006). „Дипломатска активност Стојана Новаковића у вези са Старом Србијом и Македонијом 1901-1902. године”. Вардарски зборник. 5: 37—53.
- Војводић, Михаило (2007). Изазови српске спољне политике (1791-1918): Огледи и расправе. Београд: Историјски институт.
- Војводић, Михаило (2007). „Стојан Новаковић и краљ Милан”. Нововековне српске династије у мемоаристици. Београд: Историјски институт. стр. 17—42.
- Војводић, Михаило (2007). „Одјек Балканског рата 1912. године на страницама Босанске виле”. Први Балкански рат 1912. године и крај Османског царства на Балкану. Београд: САНУ. стр. 19—26.
- Војводић, Михаило (2007). „Србија и Срби на Косову и Метохији од Берлинског конгреса до Балканских ратова” (PDF). Косово и Метохија: Прошлост, садашњост, будућност. Београд: САНУ. стр. 85—94. Архивирано из оригинала 02. 12. 2013. г. Приступљено 28. 04. 2021.
- Војводић, Михаило (2009). Петроградске године Стојана Новаковића (1900-1905). Београд: Историјски институт.
- Војводић, Михаило (2010). „О националном раду Љубомира Ковачевића”. Глас САНУ. 164 (15): 43—53.
- Војводић, Михаило (2010). „Стојан Новаковић о савезу балканских држава”. Глас САНУ. 164 (15): 175—188.
- Војводић, Михаило (2011). „Место Русије у спољној политици Србије (1878-1908)”. Српско-руски односи од почетка XVIII до краја XX века. Београд: САНУ. стр. 135—144.
- Војводић, Михаило (2012). Стојан Новаковић у служби националних и државних интереса. Београд: Српска књижевна задруга.
- Војводић, Михаило (2015). Само својим путем: Стојан Новаковић у скупштинском и јавном животу Србије 1905-1915. Београд: Филип Вишњић.
- Војводић, Михаило (2015). „Стојан Новаковић”. Срби 1903-1914: Историја идеја. Београд: Clio. стр. 466—486.
- Војводић, Михаило (2015). „Српски парламент о политици Аустроугарске према Србији уочи Првог светског рата”. Срби и Први светски рат 1914-1918. Београд: САНУ. стр. 127—140.
- Vojvodić, Mihailo (2015). „The Serbian Parliament on Austro-Hungarian policy towards Serbia prior to 1914”. The Serbs and the First World War 1914-1918. Belgrade: Serbian Academy of Sciences and Arts. стр. 116—127.
- Војводић, Михаило (2015). „О улози Анексионе кризе у заоштравању односа између Србије и Аустро-Угарске”. Православни свет и Први светски рат. Београд: Православни богословски факултет. стр. 468—474.
- Војводић, Михаило (2015). „Економски чиниоци националне стратегије Србије уочи Првог балканског рата”. Први балкански рат 1912-1913: Историјски процеси и проблеми у светлости стогодишњег искуства. Београд: САНУ. стр. 15—24.
- Војводић, Михаило (2016). „Оцене руско-српских односа у светлу Анексионе кризе”. Србија и Русија: 1814-1914-2014. Београд: САНУ. стр. 139—143.
- Војводић, Михаило (2018). „Стојан Новаковић, Анексиона криза и Српско питање”. Стојан Новаковић: Поводом сто седамдесет пет година од рођења. Београд: САНУ. стр. 15—21.
- Војводић, Михаило (2018). „Милорад Екмечић (1928-2015)”. Глас САНУ. 428 (18): 1—8.
- Војводић, Михаило (2018). „Србија и Балкански ратови”. Глас САНУ. 428 (18): 37—49.
- Војводић, Михаило (2019). Србија и Турска 1878-1914: Политички односи. Београд: Филип Вишњић.